# Wiener Schmäh
Wiener Schmäh (kurz auch Schmäh) bezeichnet eine umgangssprachliche Wendung, die eine charakteristisch wienerische Art des Humors in der Kommunikation darstellen soll. Sie bezeichnet keine „Schmähung“, sondern bezieht sich auf eine allgemeine, in erster Linie sprachliche Umgangsform.

## Etymologie und Verwendung
Der Duden leitet das Wort Schmäh von mittelhochdeutsch smæhe ab, was „Beschimpfung“ oder „verächtliche Behandlung“ bedeutet. In der österreichischen Umgangssprache bedeutet Schmäh sowohl „Kunstgriff“, „Trick“, „Schwindelei“ oder „Unwahrheit“ als auch „verbindliche Freundlichkeit“, „Sprüche“ und „Scherze“ – insbesondere in der Redewendung „einen Schmäh führen“. Nach Peter Wehle wurde Schmäh vom Jiddischen schemá „Erzählung“, „Gehörtes“ (eigentlich hebräisch „höre!“, vgl. Schema Israel) abgeleitet, während Robert Sedlaczek eine Abstammung aus dem Rotwelschen annimmt, wo Schmee so viel wie „Gaunersprache“, „Lüge“ und „feiner Witz“ bedeute.
Das Variantenwörterbuch des Deutschen definiert [Wiener] Schmäh „als typisch österreichisch angesehene, gelegentlich auch als oberflächliche Freundlichkeit empfundene, charmante Grundhaltung, die besonders im Westen Österreichs den Wienern zugeschrieben wird […]“. Die Bezeichnung ist aus dem Wienerischen entstanden, in die Standardsprache übergegangen und findet in der Form Wiener Schmäh auch in Deutschland Verwendung.

## Rezeption
Wiener Schmäh wird bisweilen in Reiseführern mit „Wiener Charme“ gleichgesetzt, gilt aber aufgrund seiner Unübersetzbarkeit auch als touristische Werbeaussage. Die Universität Wien beschäftigte sich anlässlich einer Ausschreibung des Jubiläumsfonds der Stadt Wien zum Thema Wien – Identität, Gedächtnis, Kultur 2008 in dem Projekt „Das Wiener Sprachspiel in Aktion. ‚Schmäh‘ und ‚Tractatus‘ zwischen Wahrzeichen und Palimpsest“ mit dem Begriff. Der Schmäh setze eine „ironisch-zynische Distanzhaltung voraus “– nicht umsonst wird er oft im Zusammenhang mit dem „kulturell Fremden“ geführt: „Entweder von den ‚Zuagrasten‘ selbst oder über sie“. Bereits in der Reiseliteratur des 15. Jahrhunderts hieß es, dass die Wiener ein gemütliches Volk seien, das dauernd singe und zu viel esse. Diese Zuschreibungen hätten auch eine politische Dimension, da die Lebensmittelpreise deutlich niedriger als etwa in Berlin gewesen seien. Sabine Müller (Literaturwissenschaftlerin) und Vrääth Öhner (Medienwissenschaftler) nannten den Schmäh keinen Witz mit einer abgeschlossenen Pointe, der monologisch funktioniere, sondern vielmehr in der Interaktion bzw. im Dialog entstehe. Ein Schmäh würde „geführt“ und sei „eine nicht immer bewusste, aber stets aktiv-offensive Handlung“.
Häufig wird der Wiener Schmäh mit dem Wienerischen gleichgesetzt. Er gilt als hintergründig, indirekt und voller versteckter Anspielungen, oft auch als schwarzer Humor. Der Kabarettist Reinhard Nowak bezeichnete ihn als derb-liebenswerte und meist nicht ganz ernst gemeinte Form des Miteinanders. Josef Hader schloss Charme und eine gewisse Unfreundlichkeit nicht aus: „Wenn jemand charmant ist, dann wäre das ja fast langweilig, wenn da nicht ein bisserl eine Schlitzohrigkeit auch dabei wäre. Also jemand, der nur charmant ist, den würde man ja nicht aushalten. Das sind Geschwisterpaare, das Charmante und das Verlogene, die, behaupte ich jetzt einmal, ohne einander gar nicht existieren können.“ Das 25. Kabarettprogramm von Lukas Resetarits (2015) trug den Titel Schmäh.